# Рас малай
Рас малай — десерт, що походить зі східних регіонів Індійського субконтиненту. Десерт називається rossomalai на бенгальській мові, ras malai мовою хінді та Rasa Malei на мові орія. Його описали як «сирний сирник без скоринки».
Допускають, що десерт бенгальського походження, але перевірити це не можливо. Це також популярний десерт у Пакистані. Брати Сен з Комілли під торговою маркою «Matri Bhandar» також заявляли, що були оригінальними виробниками десерту. Бангладеш розпочав процес реєстрації географічного зазначення (GI) для Rasmalai.

## Походження та етимологія
Вважають, що воно виникло десь на східно-індійському субконтиненті, імовірно, в Бангладеш, індійських штатах Одіша та регіоні Західної Бенгалії.
Виробник солодкого «Matri Bhandar» у районі Комілла в Бангладеш також стверджує, що створив десерт. Брати Ханіндра Сен та Маніндра Сен виробляють десерт з 1920 року, відколи започаткували бренд Matri Bhandar.

## Інгредієнти
Рас малай складається із льок chhana замочених в Малай (збитими вершками) приправленим кардамоном. Молоко кип'ятять і додають трохи соку лайма або оцту. Сироватку зливають, а тверді речовини молока збирають, охолоджують і замішують тісто. Тісто ділять на маленькі кульки, і готують у гарячій воді з додаванням трояндової води. Потім кульки готують на молоці з шафраном, фісташками та кером, використовуючи їх як начинку.

## Варіації

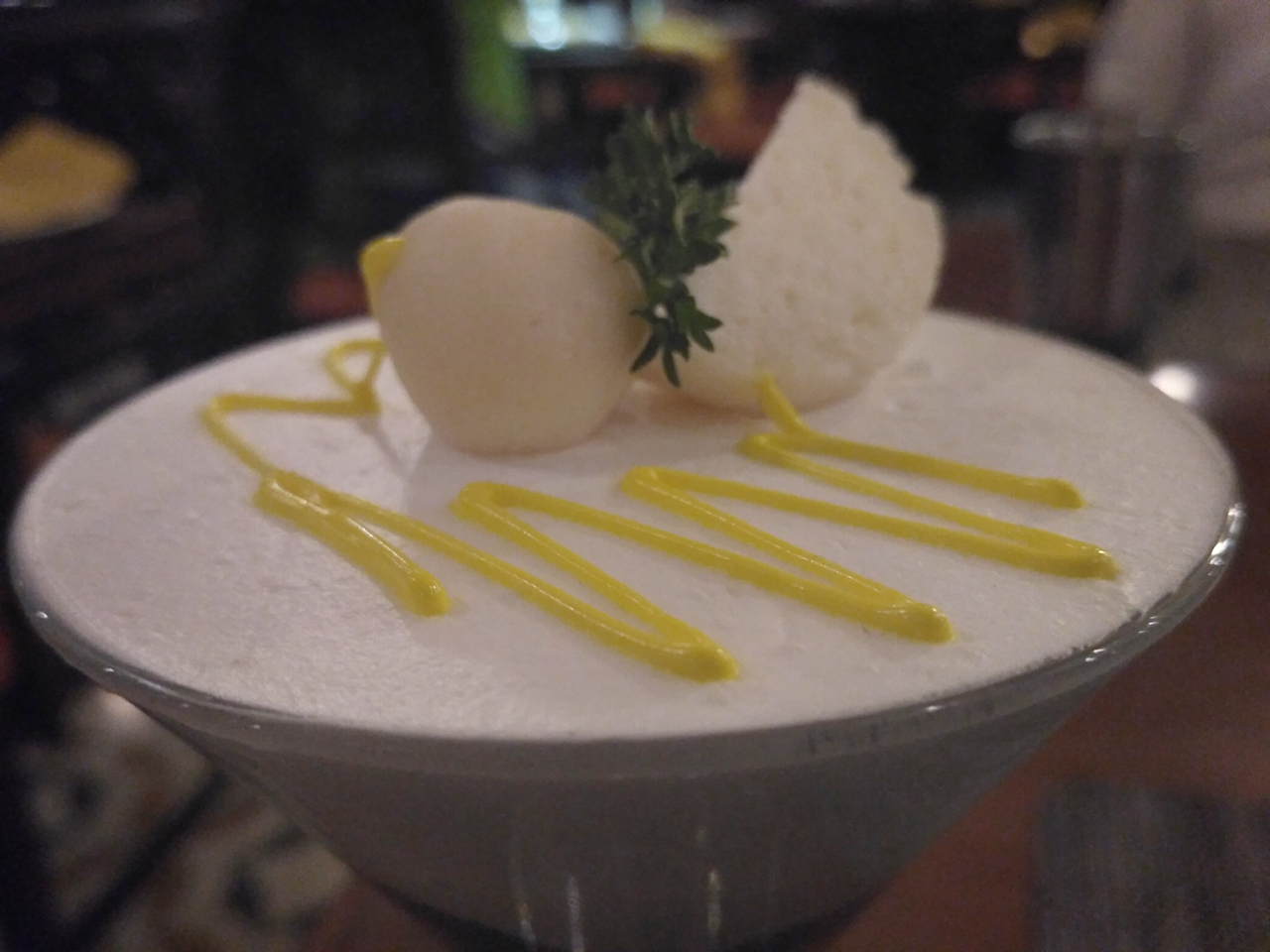
Рас-малайський десерт

У різних районах можна зустріти різні типи расмалаїв. У Дацці і Рангпур, rasgullas за формою схожі на rasmalais..